# گوراهی
گوراهی (به لاتین: Ghorahi) یک شهر در نپال است که در استان شماره ۵ واقع شده‌است. گوراهی ۵۲۲٫۲۱ کیلومتر مربع مساحت و ۱۵۶٬۱۶۴ نفر جمعیت دارد و ۷۰۱ متر بالاتر از سطح دریا واقع شده‌است.